# In the Attic
R.E.M.: In the Attic – Alternative Recordings 1985-1989 – piąta składanka zespołu R.E.M. wydana w 1997 roku.

## Lista utworów
1. „Finest Worksong (Other Mix)” – 3:48
2. „Driver 8 (Live 27 June, 1984)” – 3:18
3. „Gardening at Night (Different Vocal Mix)” – 3:31
4. „Swan Swan H (Acoustic)” – 2:42
5. „Disturbance at The Heron House (Live Acoustic, 24 May, 1987)” – 3:25
6. „Maps and Legends (Live Acoustic, 24 May, 1987)” – 3:14
7. „Tired of Singing Trouble” – 1:00
8. „Just a Touch (Live In The Studio)” – 2:38
9. „Toys in the Attic” – 2:26 (Tyler, Perry)
10. „Dream (All I Have To Do)” – 2:40 (B. Bryant)
11. „The One I Love (Live Acoustic, 24 May, 1987)” – 4:19
12. „Crazy” – 3:02 (Bewley, Briscoe, Crowe, Lachowski)
13. „Can't Get There From Here (Radio Edit)” – 3:10
14. „Last Date” – 2:13 (Floyd Cramer)